# Distretto di Wiang Haeng
Wiang Haeng (in thai เวียงแหง) è un distretto (amphoe) situato nella provincia di Chiang Mai, in Thailandia.

## Storia
L'area dell'allora tambon di Wiang Haeng era molto lontana dal centro della provincia di Chiang Mai. Il governo thailandese la separò dalla provincia insieme ai tambon di Mueang Haeng e Piang Luang per fondare, il 5 maggio 1981, un distretto minore (king amphoe). Fu successivamente promosso a distretto il 4 novembre 1993.

## Geografia
I distretti confinanti sono quelli di Chiang Dao e Pai, oltre allo stato Shan della Birmania. La fonte del fiume Taeng si trova nelle montagne di Daen Lao, a nord del distretto.

## Amministrazione
Il distretto Wiang Haeng è diviso in 3 sotto-distretti (tambon), che sono a loro volta divisi in 26 villaggi (muban).
| n° | Nome                   | Villaggi | Abitanti |
| -- | ---------------------- | -------- | -------- |
| 1  | Mueang Haeng (เมืองแหง) | 12       | 8.631    |
| 2  | Piang Luang (เปียงหลวง) | 9        | 16.757   |
| 3  | Saen Hai (แสนไห)       | 5        | 3.488    |